# Troll (Tolkien)
Troll är varelser i J.R.R. Tolkiens fiktiva värld. I det sammanhang har ordet troll troligen sitt ursprung i det sindarinska (alviska) ordet torog.
Trollen skapades av Morgoth (även kallad Melkor) för att efterlikna enterna på samma sätt som orcherna skulle vara imitationer av alverna. Dock är både trollen och orcherna en nidbild av enterna och alverna. Morgoth gjorde detta för att trotsa Ilúvatar (Eru) och hans perfekta skapelser.
I början av den Äldre tiden var troll slöa och tröga varelser, utan något egentligt språk förutom djuriska läten. Sauron tog dem dock som sina tjänare och fyllde dem med ondska. Med tiden tog även trollen upp olika språk som orchiska och väströna (allmänspråket). En del raser talar endast svartspråk (även kallat "det svarta språket"). 

## Olog-hai
Olog-hai (från olog, 'troll' och hai, 'folk', på det fiktiva svarta språket) är en variant av troll som avlades fram av Sauron till att bli mycket större, starkare och fyllda av ondska. De skapades troligen genom korsningar av troll och orcher. Trots sin relativa dumhet var de emellertid mer intelligenta än de egentliga trollen. De kunde också utan problem vistas i fullt dagsljus utan att förvandlas till sten, i alla fall så länge Sauron behöll sin makt över dem. De uppträdde för första gången i slutet av Tredje Åldern i områdena av södra Mörkmården samt i och strax utanför Mordor. De var med i ett flertal slag men försvann nästan lika snabbt som de kom när Ringens krig var över och Fjärde Åldern inleddes.